# Eoscarta jugalis
Eoscarta jugalis är en insektsart som beskrevs av Victor Lallemand 1949. Eoscarta jugalis ingår i släktet Eoscarta och familjen spottstritar. Inga underarter finns listade i Catalogue of Life.